# UTC+08:00

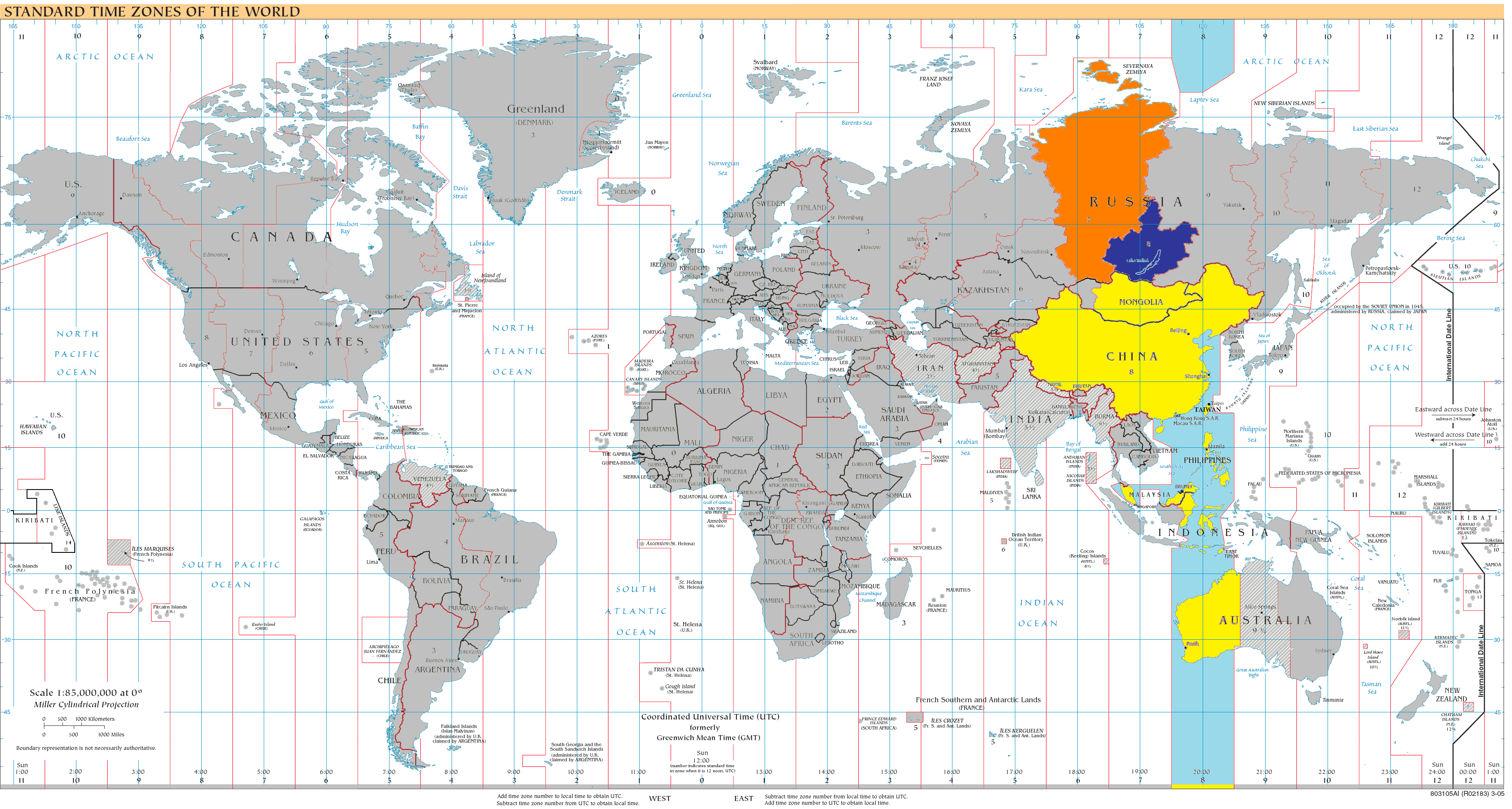
Mapa de UTC+08:00

UTC+08:00 es el décimo segundo huso horario del planeta cuya ubicación geográfica se encuentra en el meridiano 120 este. Aquellos países que se rigen por este huso horario se encuentran 8 horas por delante del meridiano de Greenwich.

## Hemisferio norte

### Países que se rigen por UTC+08:00 todo el año
| Abreviatura | Nombre Completo                                        | País |
| ----------- | ------------------------------------------------------ | --- |
| BNT         | Hora de Brunéi Darussalam (Brunei Darussalam Time)     | Brunéi |
| CHOT        | Hora de Choibalsan (Choibalsan Time)                   | Mongolia - Provincia de Dornod - Provincia de Sühbaatar |
| CST         | Hora Estándar de China (China Standard Time)           | República Popular China (Excepto Hong Kong |
| HKT         | Hora de Hong Kong (Hong Kong Time)                     | República Popular China - Hong Kong |
| IRKT        | Hora de Irkutsk (Irkutsk Time)                         | Rusia - Buriatia - Óblast de Irkutsk - Krai de Zabaikalie |
| MYT         | Hora de Malasia (Malaysia Time)                        | Malasia |
| PHT         | Hora de Filipinas (Philippine Time)                    | Filipinas |
| SGT         | Hora de Singapur (Singapore Time)                      | Singapur |
| ULAT        | Hora de Ulán Bator (Ulaanbaatar Time)                  | Mongolia - Provincia de Arhangay - Provincia de Bayanhongor - Provincia de Bulgan - Provincia de Darhan-Uul - Provincia de Dornogovi - Provincia de Dundgovi - Provincia de Govisümber - Provincia de Hentiy - Provincia de Hövsgöl - Provincia de Ömnögovi - Provincia de Orhon - Provincia de Övörhangay - Provincia de Selenge - Provincia de Töv - Ulán Bator |
| WITA        | Hora del Centro de Indonesia (Central Indonesian Time) | Indonesia - Provincia de Borneo Central - Provincia de Borneo Septentrional |

## Hemisferio sur

### Países que se rigen por UTC+08:00 todo el año
| Abreviatura | Nombre Completo                                                        | País |
| ----------- | ---------------------------------------------------------------------- | --- |
| AWST        | Hora Estándar del Oeste Australiano (Australian Western Standard Time) | Australia - Australia Occidental |
| CAST        | Hora de Casey (Casey Time)                                             | Antártida - Base Casey |
| WITA        | Hora del Centro de Indonesia (Central Indonesian Time)                 | Indonesia - Célebes - Provincia de Bali - Provincia de Borneo Meridional - Provincia de Islas menores de la Sonda occidentales - Provincia de Islas menores de la Sonda orientales |